# Vorst (Viersen)
Süchteln-Vorst ist ein kleiner Ortsteil in Süchteln. In Süchteln-Vorst gibt es eine Kirche namens St.-Franziskus-Kirche, nach dem Schutzpatron St. Franziskus. Süchteln-Vorst hat einen eigenen Schützenverein.